# 弗雷德里克·海恩斯
陆军元帅弗雷德里克·保罗·海恩斯爵士 GCB GCSI CIE （1819年8月10日—1909年6月11日）是一名英国陆军军官。海恩斯曾随军参加了第一次英国锡克战争、第二次英国锡克战争和克里米亚战争。在克里米亚战争的因克尔曼战役中，海恩斯在第2步兵师的前进道路上设防并驻守六个小时。海恩斯在印度民族起义期间领兵镇压叛乱，后成为英国第8（国王亲兵）步兵团的指挥官，之后成为爱尔兰旅的司令。战后，他担任迈索尔部队的司令，后回到英国担任军需官。1871年5月，海恩斯返回印度，成为马德拉斯军队的总司令，之后于1876年4月担任印度驻军总司令。他在第二次英阿战争期间指挥印度军队，并提高了印度军队的训练水平。但战争开始后，印度总督利顿勋爵就倾向于绕过海恩斯直接对战地指挥官发号施令，这导致两人之间发生摩擦。

## 军旅生涯

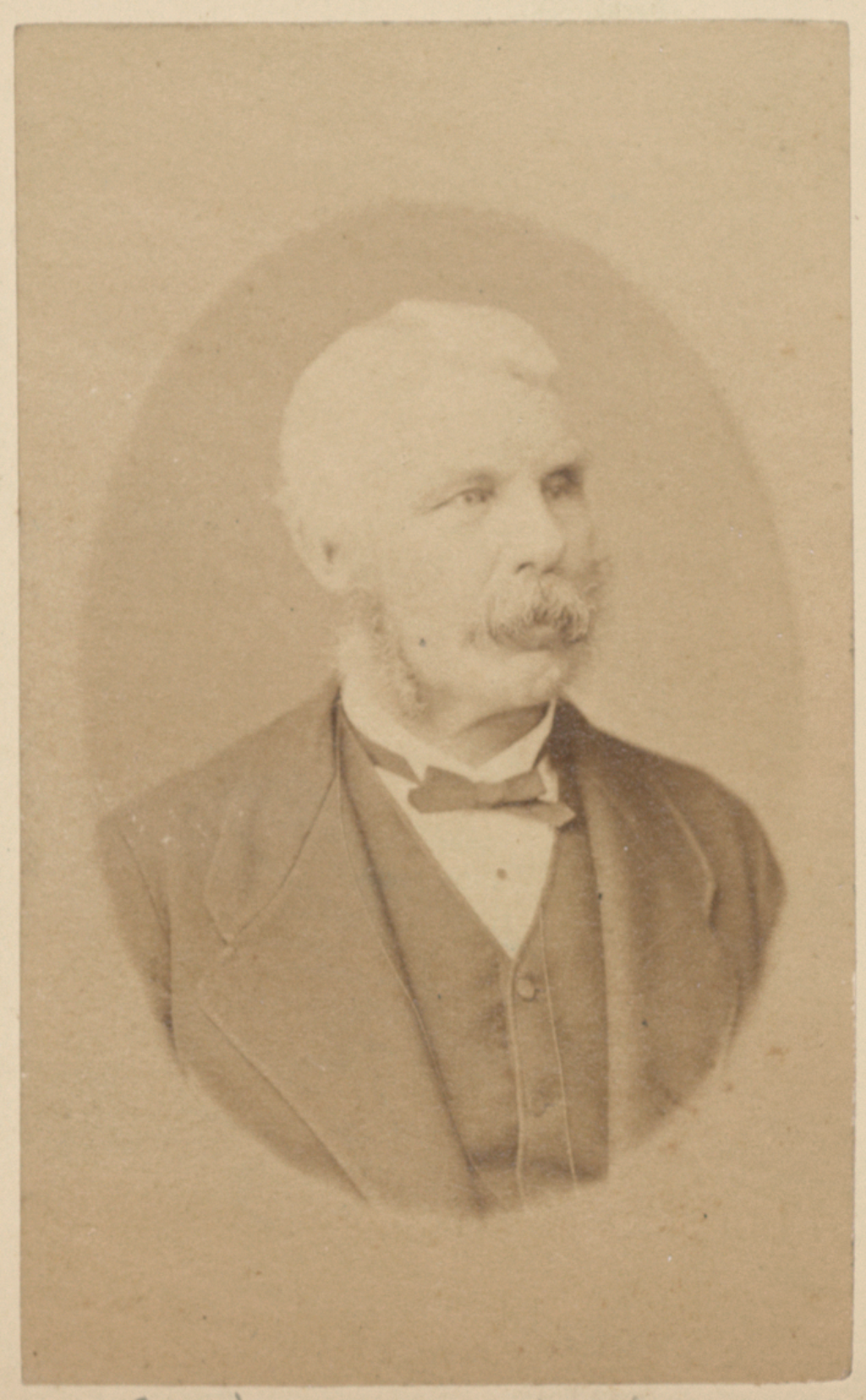
第二次英国-阿富汗战争期间的弗雷德里克·海恩斯爵士

弗雷德里克·海恩斯是英军部队的军需官格雷戈里·海恩斯（Gregory Haines）和哈里特·海恩斯（Harriet Haines，婚前姓埃尔德里奇）的儿子。海恩斯早年在米德赫斯特文法学校和桑德赫斯特皇家军事学院接受教育，后于1839年6月21日通过军官任命进入第4（国王亲卫皇家兰开斯特）步兵团。海恩斯于1840年12月15日晋升中尉，后于1843年被任命为郭富爵士（他长兄的岳父）的副官。在第一次英国锡克战争期间，海恩斯随军参加了1845年12月的穆德基战役和费罗泽夏战役（他在战斗中受了重伤）。1846年5月16日，海恩斯加入第10（皇家林肯郡）步兵团成为上尉。1847年3月31日，他被交换到第21（皇家北不列颠）燧发枪团。后随该团参加了第二次英国锡克战争期间于1848年11月爆发的拉姆讷格尔战役及1849年1月和1849年2月爆发的古吉拉特战役。海恩斯于同年6月7日晋升名誉少校，并于1850年8月2日晋升名誉中校。
海恩斯曾随军参加了克里米亚战争中于1854年9月爆发的阿尔马河战役、同年10月的巴拉克拉瓦战役和11月的英克尔曼战役。作为高级军官，他亲自在前线守卫英军的战略要地近六小时。
回到英国后，海恩斯于1855年2月成为奥尔德肖特军区的助理副官，并于1855年4月24日正式晋升中校，后于1855年12月18日晋升上校。1856年6月，海恩斯担任英属印度马德拉斯军队总司令的秘书，并在1857年的印度民众起义中一直担任这一角色。他于1859年10月成为英国第8（国王亲卫）步兵团的指挥官。并于1862年6月成为爱尔兰的副总督，被授予临时准将军衔指挥爱尔兰的一个步兵旅。
1864年11月25日，海恩斯晋升名誉少将。1865年3月，海恩斯返回印度成为马德拉斯军队下辖迈索尔师的师长。1870年，海恩斯回到英国担任英国军队的总军需官，后再次返回印度担任马德拉斯军队的总司令以及马德拉斯总督委员会成员。1871年5月，海恩斯获得荣誉中将军衔。

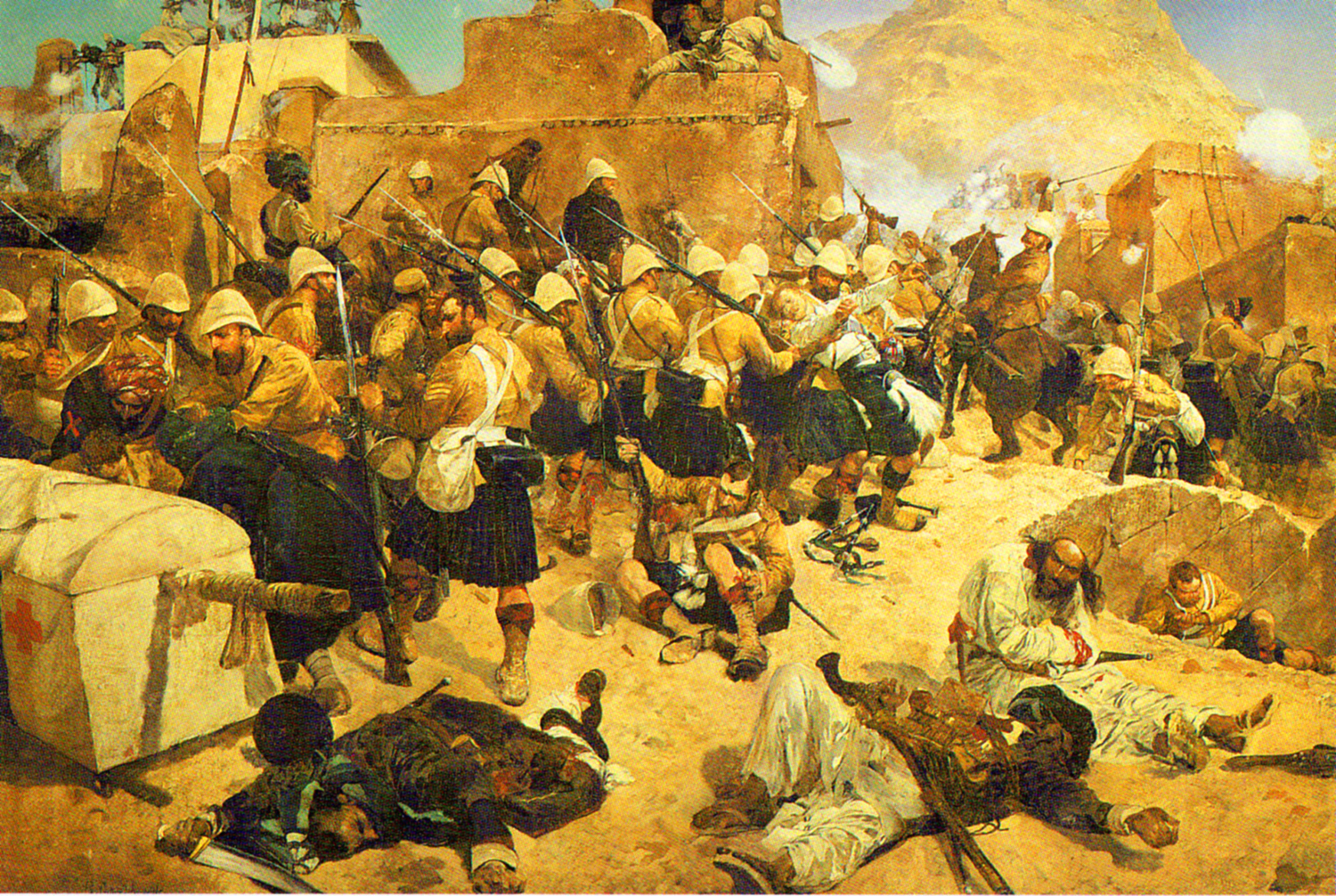
海恩斯在第二次英阿战争中指挥英国军队

1873年5月23日，海恩斯正式晋升中将。1876年3月22日，他晋升临时上将。海恩斯于1876年4月成为印度英军总司令，后于1877年10月1日正式晋升上将。海恩斯在第二次英阿战争期间指挥驻印度的英国军队，并成功地争取在总动员之前召集全军。但战争开始后，印度总督利顿勋爵倾向于绕过海恩斯和直接对前线指挥官发号施令，造成两人之间的摩擦。1880年，海恩斯被授予男爵爵位，以鼓励他继续服务在印度总督府任职，但由于海恩斯妻子的健康状况不佳，他拒绝了这一荣誉，并提议在妻子康复后再重返印度。然而，海恩斯妻子的健康状况每况日下，最终因病去世，而海恩斯获封男爵爵位的提议也再没有被提及。
海恩斯于1881年退役并返回返回伦敦，并于1890年5月21日晋升陆军元帅。除实际担任的军职外，海恩斯还是第104（孟加拉）燧发枪团的荣誉司令、皇家明斯特燧发枪团第2营和皇家苏格兰燧发枪团的荣誉司令。1909年6月11日，海恩斯在伦敦蓓尔美尔的家中去世，葬于伦敦布朗普顿公墓。

## 家庭
1856年，海恩斯与夏洛特·简·索菲亚·米勒（Charlotte Jane Sophia Miller）结婚，并育有三个儿子。

## 荣誉

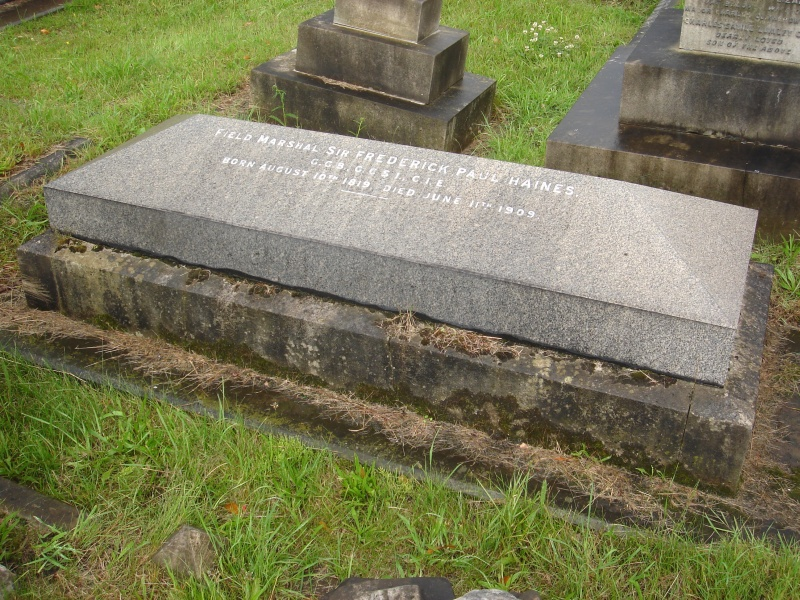
位于布朗普顿公墓的海恩斯纪念碑

海恩斯的荣誉包括：
- 巴斯骑士大十字勋章[25]
- 印度之星大十字勋章[26]
- 印度帝国勋章[27]
- 奥斯曼帝国五等梅吉迪勋章[28]

## 引注
1. 1 2 3  Heathcote, p. 163
2. ↑  . London Gazette. 1846-02-23.
3. ↑  . London Gazette. 1846-08-28.
4. ↑  . London Gazette. 1847-06-11.
5. ↑  . London Gazette. 1849-06-07.
6. ↑  . London Gazette. 1850-08-02.
7. 1 2 3  Heathcote, p. 164
8. ↑  . London Gazette. 1855-04-24.
9. ↑  . London Gazette. 1855-12-18.
10. ↑  . London Gazette. 1859-10-28.
11. ↑  . London Gazette. 1862-06-10.
12. ↑  . London Gazette. 1864-03-15.
13. ↑  . London Gazette. 1864-12-09.
14. ↑  . London Gazette. 1864-11-11.
15. ↑  . London Gazette. 1871-05-09.
16. ↑  . London Gazette. 1871-04-14.
17. ↑  . London Gazette. 1873-06-24.
18. ↑  . London Gazette. 1876-03-21.
19. ↑  . London Gazette. 1877-10-02.
20. ↑  Rait, p. 270
21. ↑  . London Gazette. 1890-05-20.
22. ↑  . London Gazette. 1874-06-12.
23. ↑  . London Gazette. 1890-11-14.
24. 1 2  Heathcote, p. 165
25. ↑  . London Gazette. 1877-06-02.
26. ↑  . London Gazette. 1879-07-29.
27. ↑  .  線上版. 牛津大學出版社. 2004  [2013-10-27]. doi:10.1093/ref:odnb/33637. 需要订阅或英国公共图书馆会员资格
28. ↑  . London Gazette. 1858-03-02.